# 워든클라이프 탑

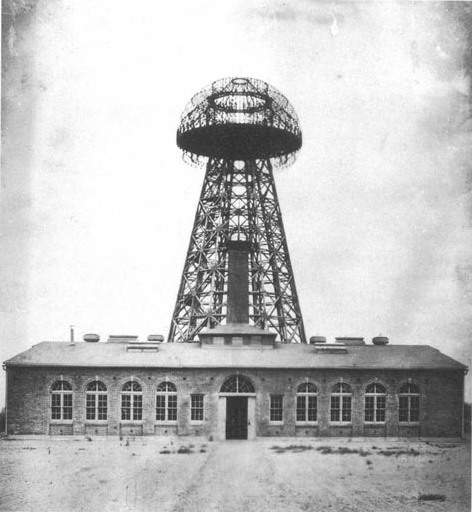
1904년의 모습.

워든클라이프 탑(Wardenclyffe Tower)은 니콜라 테슬라가 1901년 뉴욕주 쇼어햄에 세운 실험적인 무선송신시설이다. 테슬라는 미국에서 대서양을 건너 영국에까지 전신, 전화, 심지어 오늘날의 팩시밀리에 해당할 화상 전송까지 가능한 시스템을 만들려고 했다. 또한 이 장치로 무선 전력 전송도 시도하려 했으나 후원자 J. P. 모건이 거부하여 무산되었다. 모건이 후원한 뒤 더 이상의 후원자는 나타나지 않았고, 1906년 테슬라가 프로젝트를 포기하면서 탑도 버려졌다. 이후 폐허로 남아 있다가 테슬라의 빚을 갚기 위해 건물 전체가 고철 처리되어 1917년 파괴되었다.